# Napięcie bezpieczne
Napięcie bezpieczne – największa wartość napięcia roboczego lub dotykowego, którego długotrwałe utrzymywanie się nie stanowi żadnego zagrożenia dla życia lub zdrowia człowieka w danych warunkach otoczenia.
Obecnie termin "napięcie bezpieczne" został zastąpiony terminem "napięcie dotykowe dopuszczalne (długotrwale)" i termin napięcie bezpieczne nie jest dopuszczony do formalnego nazewnictwa.

## Typy zagrożeń
Skutkami uszkodzeń instalacji lub maszyn elektrycznych mogą być: porażenie prądem elektrycznym, pożar, oparzenie skóry, olśnienie wzroku (wywołane intensywnym łukiem elektrycznym), zatrucie wywołane powstaniem toksycznych spalin i oparów, itp.

## Źródła zagrożeń
Z uwagi na wartości napięć elektrycznych źródłem największego zagrożenia jest sieć elektroenergetyczna, w tym instalacja elektryczna. Niemniej jednak, potencjalnym zagrożeniem jest każde urządzenie, aparat lub maszyna elektryczna znajdująca się pod napięciem przekraczającym wartości napięć dotykowych dopuszczalnych. W szczególnych przypadkach zagrożenie może wystąpić nawet podczas pracy z "bezpiecznymi" wartościami napięcia (np. przy uszkodzeniu innego urządzenia lub przy zmianie warunków pracy).

## Wartości napięć dotykowych dopuszczalnych
Przyjmuje się, że w normalnych warunkach oporność ciała ludzkiego ma wartość około 1 kΩ. Przepływ prądu przemiennego o wartości powyżej 50 mA zaczyna powodować nieodwracalne uszkodzenia w organizmie ludzkim. Dlatego też, z prawa Ohma wynika, że "bezpieczna" wartość napięcia to: 1 kΩ · 50 mA = 50 V. Z tego też względu wyłączniki różnicowoprądowe typu AC (najpopularniejsze) są zbudowane tak, aby wyłączać obwód w przypadku przekroczenia połowy znamionowej wartości prądu różnicowego (najczęściej równego 30 mA) – gwarantuje to odpowiednią czułość urządzenia równocześnie skutecznie zabezpieczając człowieka.
Prąd stały jest generalnie mniej szkodliwy niż prąd przemienny, dlatego też dopuszczalne są około dwukrotnie większe wartości napięć dotykowych stałych niż przemiennych.
W warunkach specjalnych (np. praca podczas deszczu) następuje obniżenie rezystancji układu człowiek-urządzenie, co powodować może zwiększenie potencjalnego prądu, a w konsekwencji poważniejsze konsekwencje ewentualnego uszkodzenia izolacji elektrycznej. Dlatego też stosuje się dwukrotne obniżenie wartości napięcia dotykowego dopuszczalnego długotrwale (w porównaniu do warunków normalnych).
W warunkach ekstremalnych (np. w basenie, w wannie) panuje największe zagrożenie, więc napięcia są ponownie dwukrotnie obniżone.
Napięcia bezpieczne zestawiono sumarycznie w tabeli poniżej
| warunki                            | Napięcie przemienne | Napięcie stałe |
| ---------------------------------- | ------------------- | -------------- |
|                                    | [V]                 | [V]            |
| normalne (suche)                   | 50                  | 120            |
| zwiększonego zagrożenia (wilgotne) | 25                  | 60             |
| ekstremalnego zagrożenia (mokre)   | 12                  | 30             |

## Znaczenie praktyczne
Z uwagi na fakt, że najniższą wartością napięcia dotykowego dopuszczalnego długotrwale w powyższej tabeli jest 25V (w praktyce napięcia można dalej obniżać do 12 V AC i 30 V DC), napięcie o wartości 24 V (a więc nieznacznie niższe) jest powszechnie stosowane do przenośnych urządzeń zasilanych z sieci energetycznej – poprzez specjalny transformator bezpieczeństwa, który redukuje napięcie sieciowe 230 V do wymaganych 24 V. Nawet w urządzeniach zasilanych z baterii wartość napięcia zasilającego musi być poniżej granicy bezpieczeństwa. W ostatnich latach coraz popularniejsze stają się elektronarzędzia  zasilane napięciem stałym 24 VDC a nawet 36 VDC  wkrętarki akumulatorowe i młoty udarowe o dużej mocy uderzeniowej mierzonej w dżulach [J].
Dawniej w instalacjach elektrycznych samochodów i motocykli stosowano bardzo niskie napięcie 6 V, obecnie jest to głównie 12 V. W przypadku dużych maszyn (autobusy, kombajny rolnicze, itp.) stosuje się również czasem instalację o napięciu 24 V. Niemniej jednak w prototypach samochodów nowej generacji (lub w samochodach elektrycznych) projektanci używają coraz częściej układu bateryjnego o wartości 48 V. Z uwagi na fakt, że najwyższe napięcie panujące w takim układzie jest zawsze kilkanaście procent wyższe niż podana wartość napięcia instalacji (np. dla instalacji 12 V faktyczne napięcie może sięgać nawet około 15 V), wartość ta jest dobrana specjalnie tak, aby najwyższa faktyczna wartość napięcia nigdy nie przekroczyła 60 V, czyli najwyższego dopuszczalnego napięcia stałego (w warunkach specjalnych). Rozwiązanie takie jest bezpieczne od porażeń elektrycznych. Chociaż wartości napięć w instalacjach samochodowych nie wynikają z zagadnień bezpieczeństwa, tylko ze względów konstrukcyjnych.

## Inne wartości napięć dotykowych dopuszczalnych
Jak podaje definicja za "napięcie bezpieczne" można uznać takie, które powodując długotrwały przepływ prądu nie powoduje uszkodzeń w organizmie – ma to miejsce jednak tylko i wyłącznie dla określonych warunków pracy. 
Przykładowo, bardzo zaostrzone normy stosowane są dla sprzętu medycznego, który często ma kontakt bezpośrednio z ciałem pacjenta (bez pośrednictwa skóry, która wykazuje relatywnie wysoką oporność elektryczną). Dlatego też, napięcie bezpieczne dla takich urządzeń jest o wiele niższe niż wartość podana w tabeli powyżej, a odpowiednie wartości są dobierane w zależności od warunków pracy. Jest bowiem oczywistym, że inne wymagania będą stawiane elektrycznej golarce, a inne sprzętowi używanemu do operacji na otwartym sercu.

## Przykładowe zagrożenia przy pracy pod "napięciem bezpiecznym"
Odpowiednio niskie napięcie (nie mylić z energetycznym znaczeniem niskiego napięcia) zabezpiecza przed porażeniem, nie zabezpiecza jednak przed innymi zagrożeniami. Przykładowo, zwarcie elektryczne występujące przy dowolnym napięciu może być potencjalnym zagrożeniem zarówno pożarowym, toksycznym jak i optycznym (poprzez oślepienie lub eksplozję).

## Zabezpieczenia
W przypadku konieczności pracy z układem o napięciu wyższym niż uznane za bezpieczne w danych warunkach, stosuje się specjalną odzież ochronną, rękawice, obuwie, itd. Zabezpieczenie takie może być stosowane tylko dla napięć do 1 kV – powyżej tej granicy ochrona indywidualna może być stosowana tylko jako sprzęt pomocniczy.
Jeśli nie jest możliwe stosowanie ochrony indywidualnej, wówczas stosuje się specjalne rozwiązanie, które albo zabezpieczają pracownika/użytkownika przed wystąpieniem niebezpiecznego napięcia dotykowego (izolacja podwójna) albo też uniemożliwiają wystąpienie napięcia dotykowego (np. poprzez umieszczenie pracownika na platformie, na której panuje napięcie pracy, przy odłączonym jakimkolwiek uziemieniu – rozwiązania takie stosuje się do prac konserwacyjnych linii pod napięciem).